# 雪花石膏

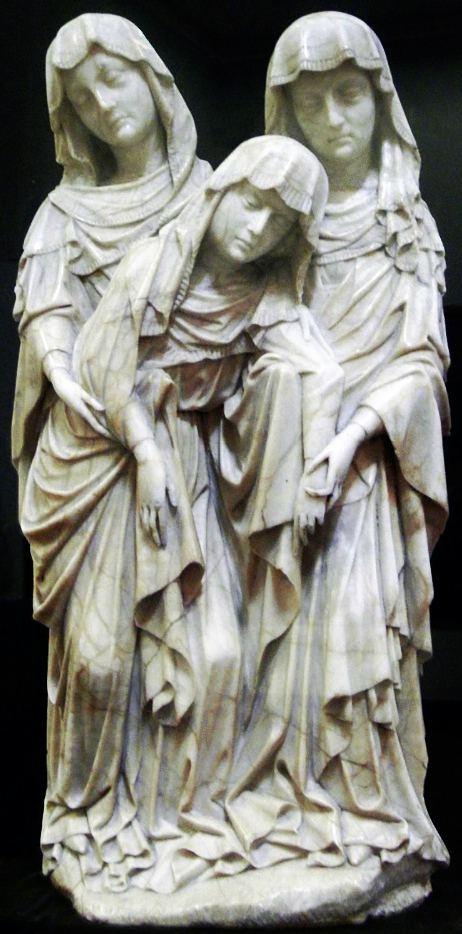
波兰国立博物馆所藏“利米尼受难像大师”（约1430年）所作的雪花石膏塑像《三位玛丽》

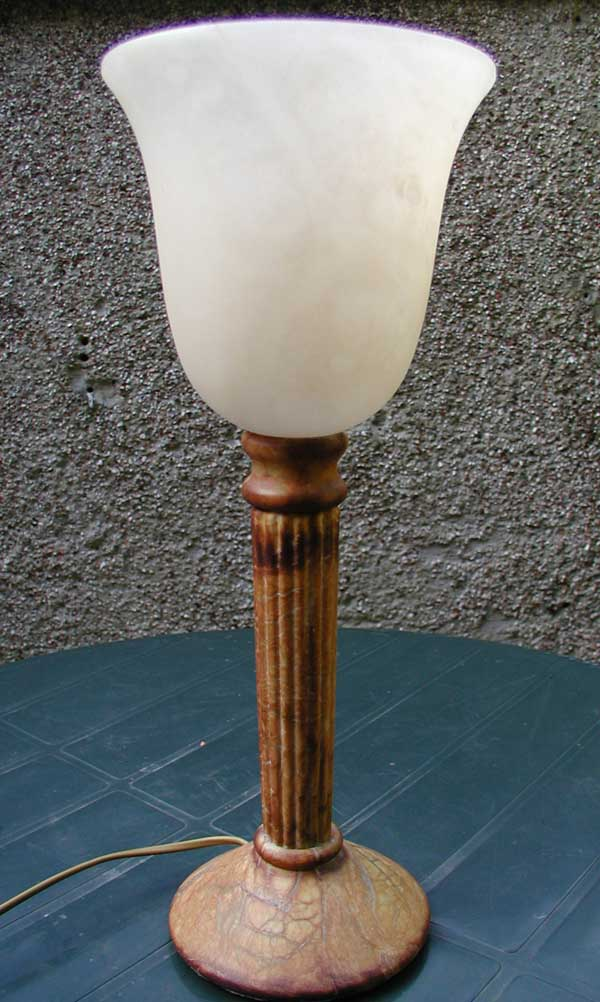
意大利白、褐色雪花石膏塑制台灯

雪花石膏是一种材料，为块状石膏状矿物。几个世纪以来用于雕塑、雕刻及其他装饰品。一般是雪白色，半透明，并能人工染色；通过热处理它可变成不透明，外貌类似大理石。化学上，雪花石膏指的是两种不同的矿物质：石膏是一种含水的硫酸钙；而方解石则是碳酸钙的一种。总体来说，埃及和中近东的古代雪花石膏一般是方解石，而欧洲中世纪的雪花石膏则一般是石膏。现代的雪花石膏大多是方解石，但也可能是石膏。两种材料都可较容易雕塑，并都稍许溶于水，主要用于室内艺术品和雕塑，在室外则保存寿命有限。
虽然成品外形相似，雪花石膏不是汉白玉：后者为石材，即白色大理石。雪花石膏主要用于室内雕塑和装饰，汉白玉（大理石）则广泛用于建筑和室外雕塑和装饰。